# Bulbophyllum cryptanthum
Bulbophyllum cryptanthum är en orkidéart som beskrevs av Célestin Alfred Cogniaux. Bulbophyllum cryptanthum ingår i släktet Bulbophyllum och familjen orkidéer. Inga underarter finns listade i Catalogue of Life.